# Иванов, Иван Васильевич (полный кавалер ордена Славы)
Иван Васильевич Иванов (8 января 1924, Пупово — 30 марта 2006) — командир отделения 1109-го стрелкового полка, 330-й стрелковой дивизии, сержант — на момент представления к награждению орденом Славы 1-й степени, один из 29 полных кавалеров, награждённых четырьмя орденами Славы.

## Биография
Родился 8 января 1924 года в деревне Пупово Кировского района Калужской области. Окончил 5 классов. Работал в колхозе.
В Красной Армии и на фронте в Великую Отечественную войну с августа 1942 года. Участвовал в боях под Смоленском, освобождал Белоруссию, Польшу, воевал в Германии. В одном из боёв на территории Белоруссии в рукопашной схватке уничтожил троих противников, за что был награждён медалью «За отвагу».
Командир отделения 1109-го стрелкового полка сержант Иванов 8 февраля 1945 года в бою у деревни Ледкесфельде сразил из автомата свыше 10 противников. Приказом командира 330-й стрелковой дивизии от 20 февраля 1945 года за мужество, проявленное в боях с врагом, сержант Иванов Иван Васильевич награждён орденом Славы 3-й степени.
Командир стрелкового отделения того же полка и дивизии Иванов 21 марта 1945 года в числе первых ворвался на станцию Хасенберг и вместе с отделением перебил более двадцати противников, а восьмерых взял в плен. 25-26 марта 1945 года в бою за населённый пункт Фройденталь Иванов гранатами подорвал станковый пулемёт с расчётом и автоматным огнём истребил шестерых противников. Приказом по 49-й армии от 29 апреля 1945 года сержант Иванов Иван Васильевич награждён орденом Славы 2-й степени.
При форсировании реки Одер у города Мариенхоф 23 апреля 1945 года сержант Иванов в числе первых переправился на противоположный берег. Вместе с отделением трое суток удерживал позиции, отражая атаки противника. В критический момент боя поднял бойцов в рукопашную. В бою за город Торн 27 апреля 1945 года группа фашистов бросилась к раненому советскому офицеру, чтобы захватить его в плен. Иванов с отделением бросился на помощь командиру. Отстреливаясь от наседавшего противника, бойцы вынесли офицера в безопасное место. В этой схватке отделение Иванова уничтожило пятнадцать вражеских солдат и четырёх взяло в плен.
Указом Президиума Верховного Совета СССР от 15 мая 1946 года за мужество, отвагу и героизм, , сержант Иванов Иван Васильевич награждён орденом Славы 1-й степени, став полным кавалером ордена Славы.
В 1947 году был демобилизован. Жил в городе Киров Калужской области. Работал плотником. Умер 30 марта 2006 года.
Награждён орденами Отечественной войны 1-й степени, Славы 1-й, двумя 2-й, 3-й степени и медалями.